# Горностаевка (Здоровецкое сельское поселение)
Горностаевка — деревня в Ливенском районе Орловской области России.
Входит в Здоровецкое сельское поселение.

## География
Расположена на берегу реки, впадающей в реку Лесная Ливенка, северо-восточнее деревни Гранкино, с которой связана просёлочной дорогой.

## Население
| 2010 |
| ---- |
| 9    |